# Revista Cavaco
Revista Cavaco é uma revista de samba, choro, pagode e outros gêneros musicais que foi publicada pela primeira vez em janeiro de 1995. Sua distribuição é de entre 40 e 50 mil tiragens por edição. Até o ano de 2002 a revista ainda podia ser encontrada em bancas de jornais em vários estados do Brasil.

## Conteúdo
A Revista Cavaco mostrava letras de músicas e partituras musicais desses grupos destacados de pagode, a revista também mostrava a história do samba e notícias com fãs e músicos que tocavam o cavaquinho.

## Funcionários[1]
- Alexandre Nunes: editor de redação.
- Angelo Nunes: editor responsável.
- Juliana Washington: chefe de redação.
- Paula Vargas: redação.